# 690-е годы до н. э.
690-е (шестьсо́т девяно́стые) го́ды до на́шей э́ры по пролептическому юлианскому календарю — промежуток времени с 1 января 699 года до н. э. по 31 декабря 690 года до н. э., включающий с 699 по 691 годы 1-го десятилетия  и 690 год 2-го десятилетия VII века 1-го тысячелетия до н. э. Им предшествовали 700-е годы до н. э., за ними следовали 680-е годы до н. э. Они закончились 2715 лет назад.

## Важнейшие события
- Ок.700 — Клерухи Самоса выведены на полуостров Микале в местность Перрайю.
- Ок.700 — Коринфянин Аминокл построил на Самосе четыре первые триеры.
- Ок.700 (Середина IX века) — Жизнь Гомера. Написание «Илиады» и «Одиссеи».
- Ок.700 (8 век) — Жизнь Гесиода. «Труды и дни», «Теогония».
- Ок.700 — Выработка в Северном Египте демотического письма.
- Ок.700 — Возникновение государства химьяритов (Юго-Зап. Аравия).
- Начало VII в. (755) — Основание Занклы (Мессана) в Сицилии. Основана пиратами из Кимы. Позже заселена колонистами эгейского полиса Халкиды.
- Начало VII в. — Линд (Родос) и критяне основали Гелу (Южн. Сицилия).
- Начало VII в. — Сибарис основал Метапонт, затем Посидонию (с лат. — «Пестум»). Сибарис подчинил Сирис.
- Начало VII в. — В Ликии на границе с Памфилией основана греческая колония Фаселида.
- Начало VII века — Разгром Фригии киммерийцами в союзе с Урарту. Царь Мидас покончил с собой[1].
- Первая треть VII века — Царь Македонии Аргей.

- 699 — 13-й год по эре правления луского князя Хуань-гуна[2].
- Во 2 луне войско князей Чжэн, Лу и Цзи в день цзи-сы вступило в сражение с войском князей Ци, Сун, Вэй, а также яньским. Войско Ци, Сун, Вэй и Янь было полностью разгромлено[3].
- В 3 луне похоронен вэйский князь Сюань-гун[4].
- Летом в Лу было половодье[5].
- Умер младший родной брат циского Си-гуна И-чжун Нянь. Си-гун приказал сыну умершего Гунсунь У-чжи носить одежды и получать содержание, положенные наследнику[6].

- 698 — 14-й год по эре правления луского князя Хуань-гуна[7].
- В 1 луне князья Лу и Чжэн провели съезд в княжестве Цао[8].
- В 1 луне в Лу, как отмечено в «Чуньцю», не было льда[9].
- В 5 луне чжэнский князь послал своего младшего брата Юя в Лу для заключения договора[10].
- В 8 луне, в день жэнь-шэнь, сгорели главные хлебные склады в Лу[11]. В 8 луне, в день и-хай в Лу принесена осенняя жертва предкам[12].
- В 12 луне, в день дин-сы умер князь Ци Си-гун (Лу-фу)[13], ему наследовал Чжу-эр (Сян-гун, эра правления 697—686)[14].
- В 12 луне княжества (Сун, Ци, Цай, Вэй, Чэнь) напали на Чжэн в отместку за Сун[15].
- Князь Цинь Чу-гун (Чу-цзы) был в возрасте 11 лет убит по приказу Сань-фу и других сановников, они поставили у власти его старшего брата У-гуна (эра правления 697—678)[16]. Чу-цзы жил в Силине, убит в Бияне, похоронен в Я[17].
- Умер князь Янь Сюань-хоу, ему наследовал сын Хуань-хоу (эра правления 697—691)[18].

- 697 — 15-й год по эре правления луского князя Хуань-гуна[19].
- Во 2 луне посол вана Цзя-фу потребовал в Лу колесницу не по ритуалу[20].
- В 3 луне, в день и-вэй умер царь Чжоу Хуань-ван[9], ему наследовал сын То (Чжуан-ван, эра правления 696—682)[21].
- В 4 луне, в день цзи-сы похоронен циский князь Си-гун[10].
- Циский Сян-гун разгневался из-за одежды, которую носил его двоюродный брат У-чжи, и отменил содержание и одежду; тот вознегодовал[22].
- В Чжэн сановник Цзи-чжун стал единолично управлять. Ли-гун поручил Юн Цзю (зятю Цзи-чжуна) убить его, но жена Юн Цзю выдала план отцу. Цзи-чжун убил Юн Цзю и выставил труп на площади[23].
- Летом чжэнский князь Ли-гун (Ту) выехал из столицы. В 5 луне он бежал в Цай, а Ху вернулся в Чжэн[24]. На престол Цзи-чжун в 6 луне, в день и-хай вновь возвёл Ху (Чжао-гун, эра правления 696—695). Осенью Ли-гун с помощью жителей Ли убил советника Дань-бо и в 9 луне поселился в селении Ли[25].
- В 5 луне сановник Сюй-шу вступил в Сюй[13].
- В 5 луне князья Лу и Ци провели съезд в Ай[26].
- В 5 луне послы Чжу, Моу и Гэ прибыли на аудиенцию к лускому князю[27].
- В 11 луне войска князей Лу, Сун, Вэй и Чэнь соединились в Ци (местность в Сун) и начали войну с Чжэн[28].
- Циньский У-гун напал на Пэн (жунский род Пэнси) и достиг гор Хуашань, а затем поселился в Пинъяне во дворце Фэнгун[29].